# بایه فرتا
بایه فرتا (به انگلیسی: Baía Farta) شهری در استان بنگوئلا واقع در کشور آنگولا است که در سال ۲۰۰۹ میلادی ۱۳٬۷۶۱ نفر جمعیت داشته است.